# Lower Santa Cruz
Lower Santa Cruz es una localidad de Trinidad y Tobago, que forma parte de la región de San Juan-Laventille.

## Geografía
La localidad abarca parte de la isla Trinidad y limita al norte con Santa Cruz y La Canoa, al sur y este con Gran Curucaye y al oeste con Santa Cruz y Febeau Village.

## Demografía
Datos demográficos de la localidad de Lower Santa Cruz:
| Gráfica de evolución demográfica de Lower Santa Cruz entre 2000 y 2011 |
|                                                                        |